# Unterseeboot type U 51
Le Unterseeboot type U 51 est une classe de sous-marins (Unterseeboot) moyens de la Kaiserliche Marine durant la Première Guerre mondiale. Au total, six unités de cette classe ont été construites. Elles ont été en service de 1916 à 1918. Deux unités ont été coulées pendant la guerre, les autres ont été remises après la guerre aux puissances victorieuses (France, Japon, Grande-Bretagne). Le sous-marin U-55 a été exploité par le Japon après la guerre.

## Conception
Les sous-marins avaient une conception à double coque. L’armement se composait de deux canons de 8,8 cm SK L/30 et de quatre tubes lance-torpilles de 500 mm (deux à l’avant et deux à l’arrière) avec une réserve de huit torpilles. Le système de propulsion se composait de deux moteurs Diesel MAN à 6 cylindres d’une puissance de 2 400 ch et de deux moteurs électriques SSW d’une puissance de 1 200 ch, entraînant deux hélices. La vitesse de pointe atteignait 17,1 nœuds en surface et 9,1 nœuds sous la surface. L’autonomie était de 9 000 milles marins à une vitesse de 8 nœuds en surface et de 55 milles marins à une vitesse de 5 nœuds sous la surface. La profondeur opérationnelle de plongée atteignait 50 mètres. 

### Modifications
En 1916-1917, les deux canons de 8,8 cm de cinq sous-marins (les U-52 à U-55) sont remplacés par un seul canon de 10,5 cm. Plus tard, sur quatre bateaux (U-53 à U-55), l’armement est renforcé par un canon de 8,8 cm.

## Construction
Le chantier naval allemand Germaniawerft à Kiel a construit un total de six sous-marins de ce type.

## Unités de la classe U 51[2]
| Nom  | Chantier naval      | Pose de la quille | Lancement        | Mise en service | Destin |
| ---- | ------------------- | ----------------- | ---------------- | --------------- | --- |
| U-51 | Germaniawerft, Kiel | 1914              | 25 novembre 1915 | Février 1916    | coulé en mer du Nord, près de l’embouchure de l’Ems, le 14 juillet 1916 par le sous-marin britannique HMS H5.                                                           |
| U-52 | Germaniawerft, Kiel | 1914              | 8 décembre 1915  | Mars 1916       | Le 29 octobre 1917, il coule à Kiel après l’explosion d’une torpille. Réparé et remis en service en mai 1918. En 1918, il fut remis à la Grande-Bretagne, mis au rebut. |
| U-53 | Germaniawerft, Kiel | 1914              | 1er février 1916 | Avril 1916      | Remis à la Grande-Bretagne en 1918. |
| U-54 | Germaniawerft, Kiel | 1914              | 22 février 1916  | Mai 1916        | Remis à l’Italie en 1918. |
| U-55 | Germaniawerft, Kiel | 1914              | 18 mars 1916     | Juin 1916       | Remis au Japon en 1918, il a servi comme O-3 en 1920-1921 ; ferraillé.                                                                                                  |
| U-56 | Germaniawerft, Kiel | 1914              | 18 avril 1916    | Juin 1916       | Le 3 novembre 1916, il a coulé pour une raison inconnue. |

## Service
Les sous-marins ont été utilisés au combat pendant la Première Guerre mondiale. Deux ont été perdus en service.				
| Nom        | Patrouilles | Navires coulés | Navires endommagés | Navires capturés | Navires | Notes |
| ---------- | ----------- | -------------- | ------------------ | ---------------- | --- | ----- |
| U-51       | 1           | 0              | 0                  | 0                | 0 | [ 3 ] |
| U-52       | 4           | 29 (70535 t)   | 4 (12457 t)        | 0                | croiseur léger HMS Nottingham (1913) pré-dreadnought Suffren sous-marin HMS C34 sloop HMS Heather (endommagé) | [ 4 ] |
| U-53       | 13          | 87 (224314 t)  | 10 (46339 t)       | 0                | Destroyer USS Jacob Jones (DD-61)                                                                             | [ 5 ] |
| U-54       | 12          | 26 (66713 t)   | 4 (17847 t)        | 0                | sloop HMS Anchusa                                                                                             | [ 6 ] |
| U-55       | 14          | 64 (133742 t)  | 7 (26161 t)        | 2 (3466 t)       | 0 | [ 7 ] |
| U-56       | 1           | 5 (5701 t)     | 0                  | 0                | 0 | [ 8 ] |
| Ensemble : | 45          | 211 (501005 t) | 25 (102804 t)      | 2 (3466 t)       | 1 pré-dreadnought 1 croiseur 1 destroyer 1 sous-marin 2 sloops                                                |       |